# Palaeacanthocephala
Palaeacanthocephala, razred parazitskih crva bodljikavih glava, koljeno Acanthocephala, koji obuhvaća preko (800) vrsta unutar tri reda, Echinorhynchida (524 vrste),  Polymorphida (359 vrsta) i Heteramorphida (1).
Kao parazit živi u ribama, vodenim pticama i sisavcima.